# Coast (мыло)
Coast — американский бренд мыла-дезодоранта и геля для душа, принадлежащий компании High Ridge Brands.

## История
Первоначально бренд Coast был представлен в 1976 году компанией Procter & Gamble. Слоган бренда — «Откровение для глаз!» (англ. «The Eye Opener!»). Изначально выпускалось только кусковое мыло, а в 2003 году также начался выпуск геля для душа под брендом Coast.
В 1977 году компания Procter & Gamble запустила формулу Coast под торговой маркой Zest во Франции, а в 1982 году — в Великобритании и Франции. Как и US Coast, европейская версия имела тот же аромат и была мраморной, но окрашена в жёлтый цвет (вместо синего). В итоге в Европе бренд был отозван.
В 2000 году бренд Coast был продан компании The Dial Corporation, базирующейся в Аризоне, которая в 2004 году стала дочерней компанией Henkel.
В 2012 году бренд Coast был продан компании Brynwood Partners VI LP, базирующейся в Стэмфорде, штат Коннектикут, через свою дочернюю компанию High Ridge Brands Company (HRB), которая владеет различными продуктами личной гигиены. Позже компания HRB была продана компании Clayton, Dubilier & Rice.